# Bibliothèque publique de Toronto

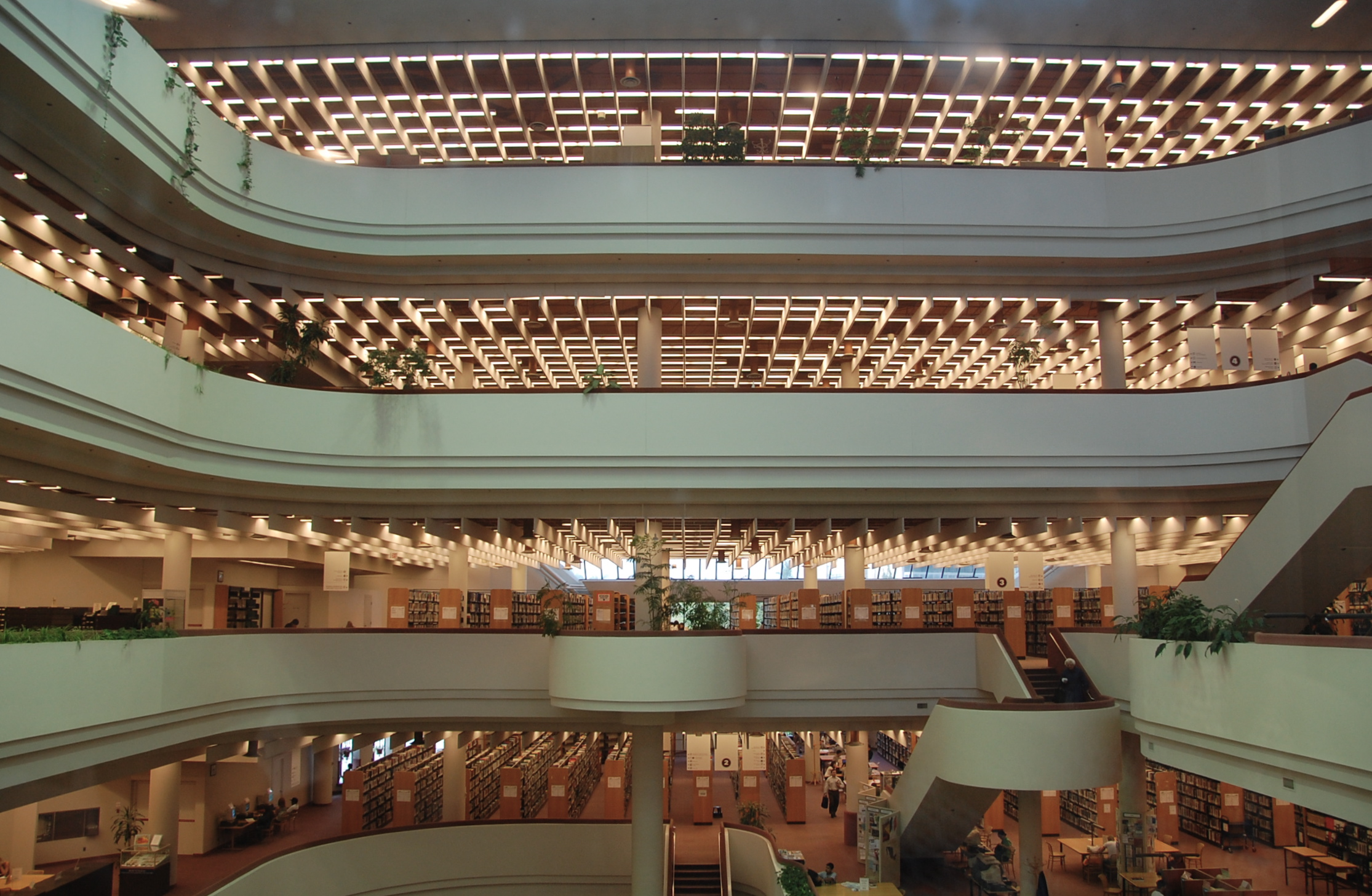
La bibliothèque de recherche de Toronto en 2007

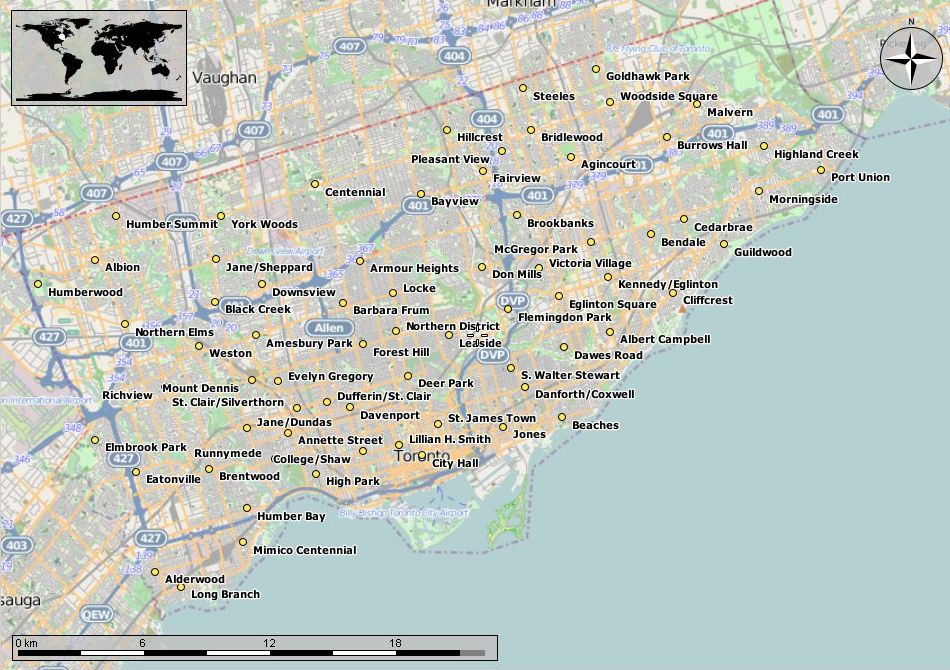
Carte montrant les emplacements des bibliothèques en mars 2013

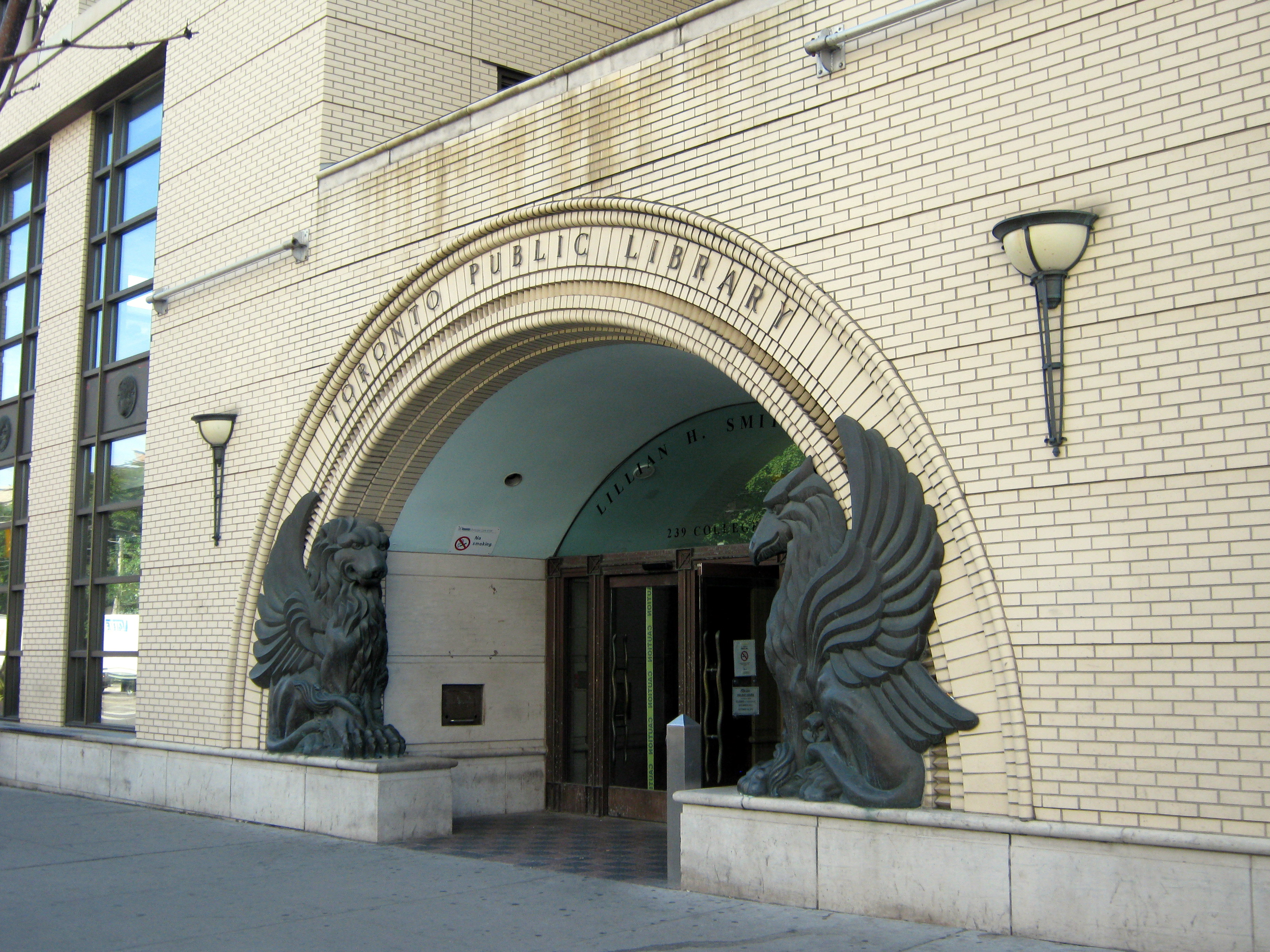
Succursale Lillian H. Smith de la bibliothèque.

La bibliothèque publique de Toronto (en anglais : Toronto Public Library) est le plus grand système de bibliothèques publiques en Amérique du Nord. Il est situé dans la Ville de Toronto, en Ontario, Canada.

## Historique
La bibliothèque de Toronto a initialement été fondée le 9 décembre 1810. En outre, à cette époque, la bibliothèque de Toronto n’était pas encore considérée comme étant publique puisqu’un abonnement privé était requis pour pouvoir y accéder.
En 1882, John Hallam, magistrat municipal, chapeaute le déploiement d'une mobilisation ayant comme objectif l'établissement de bibliothèques publiques gratuites sur le territoire de la Ville de Toronto.
En 1883, un règlement sur les bibliothèques gratuites est approuvé par une grande majorité d’électeurs de Toronto. Ainsi, les premières bibliothèques publiques gratuites de l'Ontario ouvrent leurs portes à Saint John, à Guelph et à Toronto. L’inauguration de la bibliothèque publique de Toronto se fait officiellement le 6 mars 1884. John Hallam devient alors le premier président du Conseil de la Bibliothèque Publique de Toronto.  
En 1903, Andrew Carnegie, philanthrope écossais, fait le don d'un montant de 350 000 $ pour l'ouverture d'une nouvelle bibliothèque centrale et de trois succursales, celles de Yorkville, de Queen & Lisgar et de Riverdale. À travers les années, les dons d'Andrew Carnegie ont permis d'ouvrir 10 succursales, dont sept sont toujours utilisées par la bibliothèque publique de Toronto : Yorkville, Annette Street, Riverdale, Weston, Wychwood, High Park and Beaches.
La bibliothèque publique de Toronto finance en 1934 la publication de la bibliographie de tous les imprimés concernant le Canada qui avaient été compilés avant 1867.
La bibliothèque comporte aujourd'hui 100 succursales, dont 81 sont des bibliothèques de quartier, 17 sont des bibliothèques de district et deux sont des bibliothèques de recherche et de référence. La bibliothèque publique de Toronto compte aussi plus de 10 millions d'articles dans sa collection et collectionne les documents dans une variété de plus de 100 langues; en particulier, le réseau détient plus de 162 000 articles en français.
La bibliothèque publique de Toronto a lancé un nouveau logotype à l'automne 2019. Celui-ci a pour objectif de refléter l'énergie et le dynamisme de la ville, des habitants et des bibliothèques.

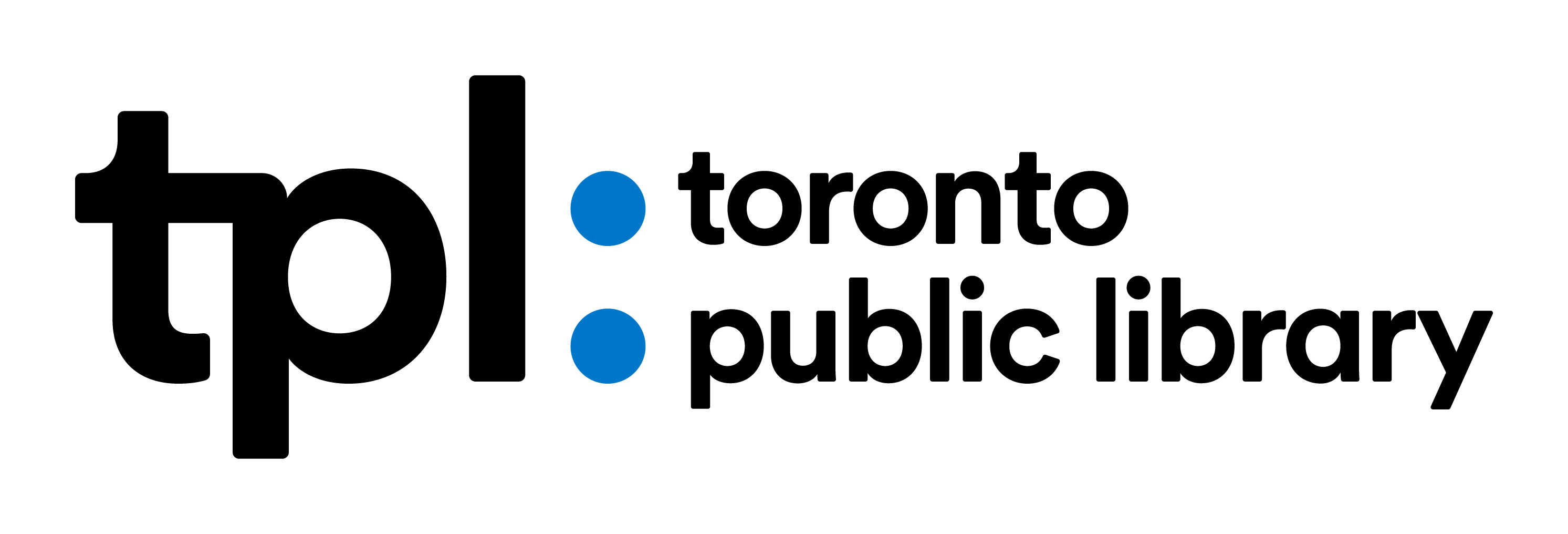
Nouveau logo de la bibliothèque publique de Toronto depuis l'automne 2019

## Bibliothèque de recherche de Toronto
L'actuelle bibliothèque de recherche de Toronto, ou bibliothèque de référence de Toronto (en anglais : Toronto Reference Library), située au 789 rue Yonge, a ouvert ses portes en 1977, et s'étend sur 6 étages. L'architecture de la bibliothèque a été conçue par Raymond Moriyama, né à Vancouver. Un projet de rénovation et expansion a commencé en 2008 et s'est terminé en 2014.

## Mission et services
La mission de la bibliothèque publique de Toronto est d'offrir un accès gratuit et équitable aux services de bibliothèques pour répondre aux besoins changeants de la population de la Ville de Toronto. Dans un esprit de tiers-lieu, la bibliothèque préserve et promeut l'accès universel à un large éventail de connaissances, d'expériences, d'informations dans un environnement accueillant et favorable.
De nombreux services sont offerts par la bibliothèque publique de Toronto. Parmi ceux-ci, la bibliothèque offre le service d'emprunt, l'accès à la collection qui compte plus de 10 millions de documents, l'accès du public aux postes informatiques, le service de bibliothèque virtuelle à distance permettant des fonctionnalités en libre-service pour le paiement des amendes en ligne, pour l'accès aux collections électroniques de référence et bien d'autres.
La bibliothèque met aussi en place des programmes encourageant l'alphabétisation, l'apprentissage tout au long de la vie et l'accès à la culture pour tous les groupes d'âge, allant des adultes aux enfants. Ainsi, par la promotion d'une éducation de qualité, l'objectif quatre des 17 objectifs de développement durable de l'Agenda 2030 de l'Organisation des Nations unies est au cœur des préoccupations de la bibliothèque publique de Toronto.
Une étude du Martin Prosperity Institute (Université de Toronto) a démontré que pour chaque dollar qui est investi dans la bibliothèque publique de Toronto, les habitants obtiennent 5,63$ en retour, ce qui démontre qu’elle représente un stimulant économique pour sa communauté, entre autres grâce aux services d’achats regroupés.

## Programme d’activités
La bibliothèque publique de Toronto offre une programmation d’activités et des services très variés. Parmi ceux-ci, on y compte des activités spécifiquement destinées aux enfants et aux familles, aux adolescents, à de nouveaux arrivants et à de petites entreprises. On retrouve également d’autres activités comme des discussions avec des auteurs, des clubs de lectures et groupes d’écrivains, de l’aide pour la recherche d’emploi, de la formation en informatique, des activités reliées à la santé et au bien-être, divers passe-temps et artisanats et des ateliers sur les finances.
La bibliothèque publique de Toronto met de l’avant des expositions dans certaines succursales. On compte d’ailleurs la TD Gallery qui est leur espace d’exposition principale. Situé à l’étage principal de la bibliothèque de référence de Toronto, on peut voir 4 expositions qui y sont présentées chaque année et l’accès est gratuit.
La bibliothèque a également produit différents podcasts :
Shelve Under : discontinué en raison de la pandémie
Live Mic: Best of TPL Conversations : nouvelle saison à paraître en 2023
Writers Off the Page: 40 Years of TIFA : saison 2 qui devait paraître au début du printemps 2023

## Initiatives innovantes
La bibliothèque publique de Toronto a mis en place certaines initiatives qui démontrent qu’elle innove sur certains aspects, dont la protection de l’identité numérique, l’engagement auprès de sa communauté ainsi que la liberté intellectuelle.

### Le navigateur Tor
En 2017, la bibliothèque publique de Toronto est la première bibliothèque publique au Canada à avoir instauré le navigateur Tor, permettant d’offrir une navigation anonyme sur les ordinateurs publics de la bibliothèque. Cela vient renforcer la protection de l’identité numérique que la bibliothèque souhaite promouvoir. Elle a également présenté de nombreux ateliers de formation sur le sujet afin de familiariser plusieurs usagers et employés à l’utilisation de ce logiciel.

### La bibliothèque comme banque alimentaire et autres produits d’hygiène
Au début de la pandémie COVID-19, les succursales de la bibliothèque publique de Toronto ont dû fermer leurs portes et certaines se sont transformées en banque alimentaire, en raison de la hausse de la demande. C’est donc environ 130 employés de la bibliothèque qui se sont mobilisés afin de préparer des paniers contenant de la nourriture et des produits d’hygiène. Cette initiative vient donc renforcer le lien que la bibliothèque a avec sa communauté.
Grâce à une collaboration avec The Personal Care Bank (TPCB), des armoires contenant des produits d’hygiène ont été ajoutées dans différentes succursales. Cela permet d’ajouter une offre de service supplémentaire aux personnes allant déjà à la bibliothèque, qui est un lieu accessible et accueillant pour tous.

### The Book Sanctuary Collection
Afin de combattre la montée des livres qui sont censurés ou bannis, la bibliothèque publique de Toronto a mis en place en février 2023 une collection de 50 livres ayant été contestés, censurés ou retirés d’une bibliothèque publique ou d’une école d’Amérique du Nord. Ceux-ci sont mis en valeur dans un présentoir expliquant l’importance de la liberté intellectuelle et des informations sur le projet en question. La bibliothèque publique de Toronto s’est également jointe au mouvement contre la censure des livres. Cette initiative s’inscrit dans leur engagement à protéger et promouvoir la liberté intellectuelle à travers leurs collections, leurs programmes et leurs espaces.

## Controverses
La bibliothèque publique de Toronto a été au centre de certaines controverses, dont l'invitation d'une personne controversée à un événement ayant lieu dans la bibliothèque, ainsi qu'un important incident de cybersécurité. 

### Conférencière controversée
La bibliothèque publique de Toronto a loué ses espaces pour un événement où l’activiste féministe Meghan Murphy serait présente. Ces discours ont soulevé plusieurs controverses et émotions auprès de la communauté LGBT et ses points de vue ont souvent été critiqués par des auteurs, des politiciens et d’autres activistes. Cette situation a amené une foule de manifestants qui étaient présents devant la bibliothèque, puisque la décision retenue fut de maintenir l’événement. Le maire de la ville de Toronto John Tory avait également affirmé qu’il était déçu de la décision de la bibliothèque. La bibliothèque s’est expliquée en affirmant qu’elle s’engage à offrir un lieu de liberté d’expression pour tous ainsi qu’en étant un lieu accueillant, particulièrement pour les personnes marginalisées.

### Incident de cybersécurité du 27 octobre 2023
Le 27 octobre 2023, la bibliothèque a été visée par un incident de cybersécurité. Plus d’une semaine plus tard, soit le 6 novembre 2023, ils étaient toujours à l’emprise de cet incident, qui affecte l’entièreté de leur site web tpl.ca, la section du compte des usagers, les collections numériques, ainsi que les ordinateurs publics et leurs services d’impressions dans toutes les succursales. Bien qu’il ne semble pas avoir d’atteinte aux renseignements personnels des usagers, la résolution de ce problème prendrait quatre mois supplémentaires.